# Koni-Djodjo
Koni-Djodjo – miasto na Komorach, na wyspie Anjouan. W 2006 liczyło 8 700 mieszkańców. Stanowi ośrodek przemysłu spożywczego.